# Anne Zagré
Anne Zagré (Uccle, 13 marzo 1990) è un'ostacolista belga.

## Palmarès
| Anno | Manifestazione           | Sede           | Evento   | Risultato  | Prestazione | Note                                     |
| ---- | ------------------------ | -------------- | -------- | ---------- | ----------- | ---------------------------------------- |
| 2007 | Mondiali U18             | Ostrava        | 100 m hs | Bronzo     | 13"58       |                                          |
| 2008 | Mondiali U20             | Bydgoszcz      | 100 m hs | 5ª         | 13"55       |                                          |
| 2009 | Europei U20              | Novi Sad       | 100 m hs | Oro        | 13"21       |                                          |
| 2009 | Giochi della Francofonia | Beirut         | 100 m hs | Bronzo     | 13"37       |                                          |
| 2009 | Mondiali                 | Berlino        | 4×100 m  | Batteria   | 43"99       |                                          |
| 2010 | Europei                  | Barcellona     | 100 m hs | Batteria   | 13"31       |                                          |
| 2011 | Europei U23              | Ostrava        | 100 m hs | Finale     | dnf         |                                          |
| 2011 | Mondiali                 | Taegu          | 100 m hs | Batteria   | 13"47       |                                          |
| 2012 | Europei                  | Helsinki       | 100 m hs | 4ª         | 13"02       |                                          |
| 2012 | Europei                  | Helsinki       | 4×100 m  | Batteria   | 43"81       |                                          |
| 2012 | Giochi olimpici          | Londra         | 100 m hs | Semifinale | 12"94       |                                          |
| 2013 | Mondiali                 | Mosca          | 100 m hs | Semifinale | dq          |                                          |
| 2013 | Giochi della Francofonia | Nizza          | 100 m hs | Oro        | 13"41       |                                          |
| 2013 | Giochi della Francofonia | Nizza          | 4×100 m  | Oro        | 44"70       |                                          |
| 2014 | Europei                  | Zurigo         | 100 m hs | 4ª         | 12"89       |                                          |
| 2015 | Europei indoor           | Praga          | 60 m hs  | Batteria   | 8"15        |                                          |
| 2015 | Mondiali                 | Pechino        | 100 m hs | Semifinale | 12"88       |                                          |
| 2016 | Europei                  | Amsterdam      | 100 m hs | 5ª         | 12"97       |                                          |
| 2016 | Giochi olimpici          | Rio de Janeiro | 100 m hs | Semifinale | dq          |                                          |
| 2017 | Europei indoor           | Belgrado       | 60 m hs  | Batteria   | dq          |                                          |
| 2017 | Mondiali                 | Londra         | 100 m hs | Semifinale | 13"34       |                                          |
| 2019 | Mondiali                 | Doha           | 100 m hs | Semifinale | dq          |                                          |
| 2021 | Europei indoor           | Toruń          | 60 m hs  | Semifinale | 8"08        |                                          |
| 2021 | Giochi olimpici          | Tokyo          | 100 m hs | Semifinale | 12"78       | Miglior prestazione personale stagionale |
| 2022 | Mondiali indoor          | Belgrado       | 60 m hs  | Semifinale | 8"08        |                                          |
| 2022 | Mondiali                 | Eugene         | 100 m hs | Batteria   | 14"09       | [ 1 ]                                    |
| 2022 | Europei                  | Monaco         | 100 m hs | Semifinale | 13"12       |                                          |
| 2023 | Europei indoor           | Istanbul       | 60 m hs  | Semifinale | 8"08        | Miglior prestazione personale stagionale |
| 2024 | Europei                  | Roma           | 100 m hs | Batteria   | 13"70       |                                          |